# 베타-알라닌
β-알라닌(영어: β-alanine)은 β 탄소에 아미노기가 결합하고 있는 자연적으로 생성되는 β-아미노산이다. β-알라닌의 IUPAC 이름은 3-아미노프로판산(영어: 3-aminopropanoic acid)이다. α-알라닌과는 달리, β-알라닌에는 입체 중심이 없다.

## 생합성 및 산업적 생산
β-알라닌은 다이하이드로유라실과 카르노신의 분해에 의해 생성된다. β-알라닌 에틸 에스터는 체내에서 가수분해되어 β-알라닌을 형성하는 에틸 에스터이다. β-알라닌은 암모니아와 β-프로피오락톤의 반응에 의해 산업적으로 생산된다.

## 생화학적 기능
β-알라닌은 주요 단백질이나 효소에서 발견되지 않는다. β-알라닌은 자연적으로 생성되는 펩타이드인 카르노신과 안세린의 구성 성분이며, 또한 조효소 A의 구성 요소인 판토텐산(비타민 B5)의 구성 성분이다. 정상 상태에서 β-알라닌은 아세트산으로 대사된다.

### 카르노신의 전구체
β-알라닌은 카르노신의 속도 제한 전구체로, 즉 카르노신의 수준이 히스티딘이 아닌 이용가능한 β-알라닌의 양에 의해 제한된다. β-알라닌 보충제는 근육에서 카르노신의 농도를 증가시키고 운동 선수들의 피로를 감소시키며, 전체 근육 활동을 증가시키는 것으로 나타났다. 단순히 카르노신만을 보충하는 것은 구강으로 섭취했을 때 소화 과정 동안 카르노신이 히스티딘과 β-알라닌으로 분해되기 때문에 β-알라닌만을 보충하는 것보다 효과적이지는 않다. 따라서 카르노신을 섭취시 무게를 기준으로 했을 때 복용량의 약 40%만 β-알라닌으로 이용할 수 있다.
|  |

pKa가 6.1인 L-히스티딘은 근육 내의 생리적인 pH 범위에 비해 상대적으로 약한 완충제이다. 그러나 L-히스티딘은 다른 아미노산과 결합하면 pH가 6.8~7.0에 가깝게 증가한다. 특히 L-히스타민이 β-알라닌과 결합할 때, pKa 값은 6.83이며, 이것은 매우 효율적인 근육 내 완충제가 된다. 또한, β-아미노기의 위치 때문에, β-알라닌 다이펩타이드는 단백질 합성에 사용되지 않으며, 따라서 비교적 고농도(밀리몰 단위)로 저장될 수 있다. 17~25 mmol/kg (근육의 건조 중량),에서 생성되는 카르노신 (β-알라닐-L-히스티딘)은 근육 내의 중요한 완충제로서, I 형 및 II 형 근육 섬유의 전체 완충 능력의 10%~20%를 차지한다.

### 수용체
비록 글리신보다 훨씬 약하지만(따라서 생리적 전달물질로서의 역할이 논의됨), β-알라닌은 스트리크닌-민감성 억제 글리신 수용체(GlyRs)에 대한 활성에서 동족체 리간드인 글리신 다음 순서의 작용제이다(작용제 순서: 글리신 ≫ β-알라닌 > 타우린 ≫ 알라닌, L-세린 > 프롤린).

## 운동 능력 향상
β-알라닌을 보충하는 것이 운동과 인지 능력을 향상시킬 수 있다는 증거가 있지만, 안전한지에 대한 정보는 부족하다.
β-알라닌의 섭취는 저림을 유발할 수 있으며, 섭취 용량에 따라 얼얼한 느낌으로 나타난다고 보고되었다.

## 물질대사
β-알라닌의 공급원에는 사이토신과 유라실의 피리미딘 분해 대사가 포함된다.
β-알라닌은 피루브산과 아미노기 전이반응을 통해 말론산-세미알데하이드와 L-알라닌을 형성할 수 있다. 말론산-세미알데하이드는 말론산-세미알데하이드 탈수소효소에 의해 말론산으로 전환될 수 있다. 말론산은 말로닐-CoA로 전환된 다음 지방산 생합성 경로로 들어간다.
또는 β-알라닌은 판토텐산 및 조효소 A 생합성 경로로 들어갈 수도 있다.

## 같이 보기
- 알라닌